# Ana Martínez Vidal
Ana Martínez Vidal (Valencia, 31 de octubre de 1978) es una ingeniera y política española. Del 1 de agosto de 2019 al 10 de marzo de 2021 fue portavoz en el gobierno de la Región de Murcia y consejera de Empresa e Industria. De 2019 a 2023 fue diputada autonómica del Grupo Parlamentario Ciudadanos-Partido de la Ciudadanía en la Asamblea de Murcia. De septiembre del 2020 a julio de 2021 fue coordinadora de Ciudadanos en la Región de Murcia. Fue concejala de Infraestructuras y Calidad Urbana en el Ayuntamiento de Murcia de 2011 a 2015.

## Biografía
Nacida en Valencia, su madre es valenciana y su padre nació en Gerona, hijo de emigrantes murcianos, de Cartagena y la Unión. Su padre era delegado de una empresa constructora y vivieron en seis ciudades diferentes. Estudió Ingeniería de Caminos Canales y Puertos en la Universidad Politécnica de Valencia en la especialidad de Hidráulica y Medio Ambiente. A partir de ahí, entró a formar parte de equipos especializados en hidráulica y medio ambiente. Según su declaración la mayor parte de su ejercicio profesional se desarrolló en el ámbito privado como coordinadora de la asistencia técnica para la Confederación Hidrográfica del Segura. Actualmente es funcionaria del Cuerpo de Ingenieros de Caminos de la Comunidad Autónoma de la Región de Murcia.   

### Trayectoria política
Miembro del Partido Popular en 2011 fue nombrada concejala municipal delegada de Calidad Urbana e Infraestructuras en el equipo del Alcalde de Murcia Miguel Ángel Cámara puesto que ocupó hasta final de mandato en 2015.
Un año después, se unió al partido Ciudadanos con el referente de Albert Rivera e Inés Arrimadas. En 2019 el tercer puesto en la candidatura a la Asamblea Regional. El 1 de agosto, tras la firma de un acuerdo de coalición entre PP y Ciudadanos Ana Martínez Vidal fue nombrada Consejera de Empresa e Industria, con las funciones de portavoz del consejo de gobierno.
En septiembre de 2020 el comité ejecutivo nacional de Ciudadanos la nombró coordinadora del comité regional de Murcia. 
En enero de 2021, se hizo público que más de seiscientos altos cargos y funcionarios de la Consejería de Sanidad, entre ellos el consejero Manuel Villegas, se habían vacunado de manera irregular saltándose el protocolo de vacunación. El Partido Popular rechazó pedir la renuncia de Villegas y Ciudadanos solicitó la puesta en marcha de una comisión de investigación y la depuración de responsabilidades.
El 3 de marzo de 2021, el Partido Popular denunció por "revelación de secretos" al vicealcalde de Murcia capital, Mario Gómez, de Ciudadanos, el cual había acudido en octubre del año anterior a la policía con varios gigabytes de documentación interna en la que presuntamente se probaría que el ejecutivo murciano habría malversado más de cien millones de euros en adjudicaciones irregulares de contratos públicos para el cuidado de parques y jardines, la instalación de las luces de Navidad y el mantenimiento de los vehículos policiales.
El 10 de marzo de 2021, el Partido Socialista de la Región de Murcia-PSOE (PSRM-PSOE) y Ciudadanos presentaron una moción de censura contra Fernando López Miras y propusieron el nombre de Ana Martínez Vidal para sucederle. Ella argumentó la decisión señalando que “somos garantía de transparencia, y con este PP es imposible, no podemos seguir siendo cómplices de escándalos diarios ante un partido que solo sabe gobernar con mayorías absolutas, no en coalición”. El presidente de la Comunidad, Fernando López Miras acusó a Martínez Vidal de "traición" e informó que había firmado su cese y el de Sánchez Torregrosa.
La moción de censura se debatió y votó en el parlamento murciano entre los días 17 y 18 de marzo y, en contra de las previsiones iniciales, fue rechazada por 23 votos contra 21 gracias a tres tránsfugas de Ciudadanos que rompieron la disciplina del partido y pactaron con López Miras su apoyo a cambio de la entrada de dos de ellos (Valle Miguélez y Francisco Álvarez) en el ejecutivo autonómico y el mantenimiento en su cargo de la tercera (Isabel Franco, vicepresidenta).